# Доброе (Липецкая область)
До́брое — село, центр Добровского района Липецкой области. Центр Добровского сельсовета. Расположено на берегу реки Воронеж.

## История
В конце XVI века здесь основано село, которое получило название по местному урочищу Доброе Городище.
В 1615 году село поступило во владение московского Новоспасского монастыря. В 1647 году добровцы строят деревянную крепость, вошедшую в состав Белгородской защитной черты. Селение стало называться городом До́брый.
В 1677 году Добрый полностью перестроен, а в XVIII веке сгорел. Указом Екатерины II город был преобразован в волостное село, в котором проживало около 5 тыс. жителей и было 5 церквей.
В XIX веке в Добром была построена усадьба Шатилова (). Она включает в себя парк и остатки главного дома.
В 1805 году построили Тихвинскую церковь; в 1828 году — Никольскую церковь; в 1869 году — Казанскую церковь; в 1872 году — церковь Рождества Богородицы (каждая имеет статус ).
В 1806 году тщанием священника Антония Миронова был построен Преображенский храм — теплая каменная церковь, которая сегодня имеет статус «Памятник культуры».

## Население
| 1939  | 1959  | 1970  | 1979  | 1989  | 2002  | 2006  |
| ----- | ----- | ----- | ----- | ----- | ----- | ----- |
| 6458  | ↘5627 | ↗5677 | ↘5592 | ↘5547 | ↗5600 | ↘5484 |
| 2010  | 2021  |       |       |       |       |       |
| ↘5445 | ↗6482 |       |       |       |       |       |

### Известные люди
Здесь родились:
- Д. В. Воробьёв (1903—1976) — советский украинский учёный.
- А. С. Дворникова (род. 1944) — советский хозяйственный, государственный и политический деятель, Герой Социалистического Труда.

## Инфраструктура
В селе две средние школы.